# Pertusaria subrigida
Pertusaria subrigida är en lavart som beskrevs av Müll. Arg. Pertusaria subrigida ingår i släktet Pertusaria och familjen Pertusariaceae.   Inga underarter finns listade i Catalogue of Life.